# ステファン・カール・ステファンソン
ステファン・カール・ステファンソン（アイスランド語: Stefán Karl Stefánsson、1975年7月10日 - 2018年8月21日） は、アイスランドの俳優兼歌手。子供向けテレビ番組『レイジータウン』の悪役ロビー・ロッテンを演じたことで最もよく知られている。

## 職歴
ステファン・カールの職歴は19歳の1994年からで、テレビ番組の人形使いとして働いた。彼は自国のドラマ水準に満足していなかった。人形使いだった当時、彼はアイスランドの演劇学校でも学んでいたが、校長の指導方針とはそりが合わなかった。
その後、ステファン・カールはアイスランドの体操選手マグナス・シェヴィングに招聘され、『レイジータウン』2作目の劇中登場人物の一人を演じた。シェヴィングは、アイスランドの若年層が運動不足であるとの懸念からこの劇を創作した。ステファン・カールは「子供たちがもっと健康になることを（シェヴィングが）望んでいたので、彼は『レイジータウン』というこのミュージカルを制作しました。彼はフィットネスに熱心なスポータカスを演じ、私が演じたのは家の中で寝ているのが大好きなロビー・ロッテンだった」と説明した。この最初のミュージカル成功後、ニコロデオンが特別なスタジオをアイスランドに建てて『レイジータウン』制作陣と契約を結び、同作最初の40話を放映した 。2000年代初頭の『レイジータウン』最初の数年間、ステファン・カールは英語を知らなかったが、やがて流暢になった。

## 私生活
ステファン・カールは、妻 Steinunn Ólína Þorsteinsdóttirと娘3人と息子1人と一緒にロサンゼルスで暮らしていた。2018年6月、彼はファルコン勲章を叙された。ステファンは、俳優兼コメディアンであるマグヌス・オラフソンの甥であり、元サッカー選手ホルドゥル・マグヌソンのいとこである。

## 病気と死
2016年10月、ステファン・カールは胆管がんと診断されたことを公表した。その後、彼が病気で働けなくなった時の生活費を賄うGoFundMeキャンペーンが『レイジータウン』筆頭作家のマーク・ヴァレンティによって創設された。このキャンペーンは、ステファン・カール作品のパロディをアップロードしてGoFundMeページへのリンク付与をした様々なYouTubeユーザーによって広まり、『レイジータウン』の楽曲「We Are Number One」と「The Mine Song」がインターネットミームになった。
2017年8月、ステファン・カールは自分の癌が寛解したと述べた。GoFundMeキャンペーンのおかげで、2017年6月の肝臓手術が成功したあと転移が取り除かれたと彼は明言した。とはいえ彼は依然としてこの病を患っており、追加のアジュバント療法（術後補助療法）を拒否していた。
2018年3月、ステファン・カールの癌は手術不能と診断された。彼は延命するための化学療法を受けていると語った。2018年4月、彼は化学療法を継続しないことを選んだと発表し、全てのソーシャルメディアのアカウントを閉鎖した。
ステファン・カールは2018年8月21日に死去、享年43歳だった。彼の妻は「ステファンの希望により葬儀は行われません。彼の遺骨は、密かに遠くの海へ散骨される予定です」と語った。

## 遺産
彼の経歴を記念して、彼の名を冠した演劇アカデミー(Stefán Karl Academy & Center for the Performing Arts)が2019年にスイスで開設されることが、彼のマネージャーであるシェリル・エジソンから発表された。シュテファン・カールの像を彼の故郷ハフナルフィヨルズゥルに建てるというインターネット請願が幾つか始まっており、2020年8月時点で52.7万人以上の署名が寄せられている

## フィルモグラフィー
ステファン・カールは、演劇・映画・テレビ番組・ゲームなど多彩な作品に出演し、クレジット表記されている。

### 演劇
| 年        | 題名                                                                           | 役柄                               | 補足 |
| --------- | ------------------------------------------------------------------------------ | ---------------------------------- | --- |
| 1997-1999 | ラドヤード・キップリング作『ジャングル・ブック』                               |                                    | |
| 1998-1999 | Einar Örn Gunnarsson作『Palace of Crows』                                      |                                    | |
| 1998-1999 | アントン・チェーホフ作『イワーノフ』                                           |                                    | |
| 1999-2000 | ハルグリムル・ヘルガソン作『1000 Island Dressing』                             |                                    | |
| 1999-2000 | 『リトル・ショップ・オブ・ホラーズ』                                           | Orin Scrivello, D.D.S.             | |
| 1999-2000 | 『夏の夜の夢』                                                                 |                                    | |
| 1999-2000 | マグナス・シェヴィングとシグルヅル・シグルヨンソン作『Glanni Glæpur í Latabæ』 | Glanni Glæpur （ロビー・ロッテン） | 悪役ボス |
| 2000-2001 | マリー・ジョーンズ作『Stones in His Pockets』                                  |                                    | |
| 2000-2001 | 『雨に唄えば』 by Comden, Green, Freed and Brown                               | コズモ・ブラウン                   | |
| 2000-2002 | アントン・チェーホフ作『桜の園』                                               |                                    | |
| 2001-2002 | エドモン・ロスタン作『シラノ・ド・ベルジュラック』                             |                                    | |
| 2002-2003 | マイケル・フレイン作『Noises Off』                                             |                                    | |
| 2002-2003 | ヤスミナ・レザ作『人生の3つのヴァージョン』                                    |                                    | |
| 2008-2015 | ドクター・スース作『いじわるグリンチのクリスマス』                             | グリンチ                           | ボルチモアとボストン (2008) ロサンゼルス (2009) 北米ツアー (2010-14) ウースター (マサチューセッツ州)とアップルトン (ウィスコンシン州) (2015) |

### 映画
以下の表はIMDbに基づく。
| 年        | 題名                | 役柄                         | 補足                  |
| --------- | ------------------- | ---------------------------- | --------------------- |
| 1994      | Áramótaskaup        | ニュースレポーターほか       | デビュー作 テレビ映画 |
| 1995      | Privacy             | 生徒                         | 映画での初登場        |
| 1999      | Skaupið: 1999       | ロビー・ウィリアムズ、他多数 | テレビ映画            |
| 2001      | Regina              | 警察官                       |                       |
| 2001-2002 | Áramótaskaup        | 複数の役                     | テレビ映画            |
| 2002      | Stella for Office   | Ingimundur                   |                       |
| 2002      | Litla lirfan lj?ta  | The Worm                     |                       |
| 2006      | ナイト ミュージアム |                              | 雑多要員              |
| 2007      | Anna and the Moods  |                              | ナレーション          |
| 2009      | Jóhannes            | Diddi                        |                       |
| 2011      | マイティ・ソー      |                              | 雑多要員              |
| 2011      | Polite People       | Lárus Skjaldarson            | 主役                  |
| 2014      | Harry Og Heimir     | Símon                        |                       |

### テレビ
| 年                   | 題名                                 | 役柄             | 補足                                 |
| -------------------- | ------------------------------------ | ---------------- | ------------------------------------ |
| 1998                 | Baking Trouble                       |                  | チャンネル1の番組                    |
| 1999                 | God Exists... And Love               |                  | チャンネル1 Drama Academy of Iceland |
| 2000                 | Angel No. 5503288                    |                  | チャンネル1の番組                    |
| 2000                 | Car Mechanic Sketches for Eurovision |                  | チャンネル1の番組                    |
| 2000                 | Cars Can Fly                         |                  | チャンネル1の番組                    |
| 2004-2007; 2013-2014 | 『レイジータウン』                   | ロビー・ロッテン | 悪役                                 |
| 2015                 | Titch and Ted Do Maths               |                  |                                      |

### ビデオゲーム
| 年   | 題名             | 役柄               | 補足                 |
| ---- | ---------------- | ------------------ | -------------------- |
| 2017 | 『フォーオナー』 | ヴァイキングの兵士 | [ 29 ] [ 30 ] [ 31 ] |